# Consortium (band)
Consortium (eerder West Coast Consortium) was een Britse popgroep uit Londen. De groep viel op door de kopstem van zanger Robbie Fair. Ze zijn vooral bekend van de hit All the love in the world uit 1969.

## Biografie
In 1966 richtten zanger Robbie Fair leadgitarist Geoffrey Simpson, slaggitarist Brian Bronson, bassist John Barker en drummer John Podbury de groep Group 66 op. Toen ze nummers van The Four Seasons en The Beach Boys speelden, kwamen ze erachter dat hun kwaliteiten vooral lagen bij het harmonieus samen zingen en niet zo zeer bij het spelen. Simpson was inmiddels begonnen met het schrijven van eigen nummers en de groep, die zich inmiddels Xit noemde, kreeg in 1967 een platencontract bij Pye Records. Producer Tony Macaulay was echter niet enthousiast over de naam Xit. De band bedacht toen de Amerikaans aandoende naam West Coast Consortium. Er werden enkele psychedelische singles opgenomen, maar deze werden niet bekend. Macaulay had tegen die tijd zijn samenwerking met de groep al stopgezet, om zich volledig te richten op The Foundations. Ondanks dat West Coast Consortium geen hit had, kreeg hij toch de gelegenheid van Pye om een album op te nemen. De groep sloeg dit aanbod na een periode van repetities echter af. Ze hadden niet het vertrouwen dat een album goed zou verkopen bij gebrek aan een hit en wilde er dus geen tijd in steken. In 2003 werden de demo's alsnog op een cd uitgebracht.
West Coast Consortium was inmiddels onder de aandacht gekomen van producer Cyril Stapleton. Hij besloot het door Simpson gecomponeerde nummer All the love in the world onder handen te nemen. Er bestond al een opname van dit nummer, maar onder leiding van Stapleton werd het nummer opnieuw opgenomen en geproduceerd. Ook kortte hij de groepsnaam in tot het mysterieuzere Consortium. Het nummer werd de eerste en enige hit voor de groep. In eigen land haalde de single de 22e plaats in de UK Singles Chart en in de Nederlandse Top 40 kwam hij tot nummer 13. Er werden in 1969 nog drie singles uitgebracht, maar geen van deze nummers werd een hit. Alleen When the day breaks haalde de Nederlandse tipparade. Vanaf eind 1969 werden de gelederen versterkt door het nieuwe zesde bandlid, gitarist Billy Mangham, die voor het eerst te horen is op de vierde single I don't want her anymore. Toen ook dit nummer geen succes werd, moest de groep in 1970 overstappen naar een ander platenlabel: Trend. Onder dat label werden nog twee singles uitgebracht. Simpson verliet in deze periode echter de groep. Hij koos voor zijn vrouw en pasgeboren tweeling, toen Consortium een zesweekse tournee door Italië ging maken. In de jaren daarna volgden nog enkele bezettingswisselingen, totdat de groep begin jaren 80 uit elkaar ging.

## Bezetting
De voornaamste leden waren:
- Robbie Fair
- Geoffrey Simpson
- Brian Bronson
- John Barker
- John Podbury

## Discografie

### Singles
| Single met eventuele hitnotering(en) in de Nederlandse Top 40 | Datum van verschijnen | Datum van binnenkomst | Hoogste positie | Aantal weken | Opmerkingen |
| ------------------------------------------------------------- | --------------------- | --------------------- | --------------- | ------------ | ----------- |
| All the love in the world                                     |                       | 1-3-1969              | 13              | 7            |             |
| When the day breaks                                           |                       | 24-5-1969             | tip             |              |             |
| When the day breaks                                           |                       | 7-6-1969              | tip             |              |             |

### NPO Radio 2 Top 2000
Van Consortium stond alleen All the Love in the World in 2000 in de NPO Radio 2 Top 2000, op plek 1540.